# Cichlasoma taenia
Cichlasoma taenia és una espècie de peix de la família dels cíclids i de l'ordre dels perciformes.

## Morfologia
Els mascles poden assolir els 14 cm de longitud total.

## Distribució geogràfica
Es troba al nord-est de Veneçuela i a l'Illa de Trinitat.